# Heliocidaris erythrogramma
Espèce
Synonymes
- Anthocidaris delalandi (L. Agassiz & Desor, 1846)[1]
- Echinus (Toxopneustes) delalandi L. Agassiz & Desor, 1846[1]
- Echinus erythrogrammus Valenciennes, 1846[1]
- Heliocidaris erythrogramma meridionalis Döderlein, 1914[1]
- Heliocidaris erythrogramma parvispina H. L. Clark, 1938[1]
- Heliocidaris erythrogramma var. meridionalis Döderlein, 1914[1]
- Heliocidaris erythrogramma var. parvispina H. L. Clark, 1938[1]
- Strongylocentrotus erythrogrammus (Valenciennes, 1846)[1]
- Strongylocentrotus eurythrogrammus[1]
- Toxocidaris erythrogramma (Valenciennes, 1846)[1]
- Toxopneustes delalandi L. Agassiz & Desor, 1846[1]

Heliocidaris erythrogramma est une espèce d'oursins réguliers de la famille des Echinometridae.

## Description
Ce sont des oursins réguliers de forme canonique : test (coquille) plus ou moins sphérique, radioles (piquants) fines, pointues et de longueur moyenne (égale au rayon du test), symétrie pentaradiaire reliant la bouche située au centre de la face orale (inférieure) à l'anus situé à l'apex aboral (pôle supérieur).
Cet oursin a un test légèrement aplati dorsalement, rose pâle à violacé (parfois même blanc), sur lequel se détachent des radioles pouvant être brunes, vert olive, ou violettes. Le test peut atteindre un diamètre de 8,5 cm, et les radioles 2,5 cm,.

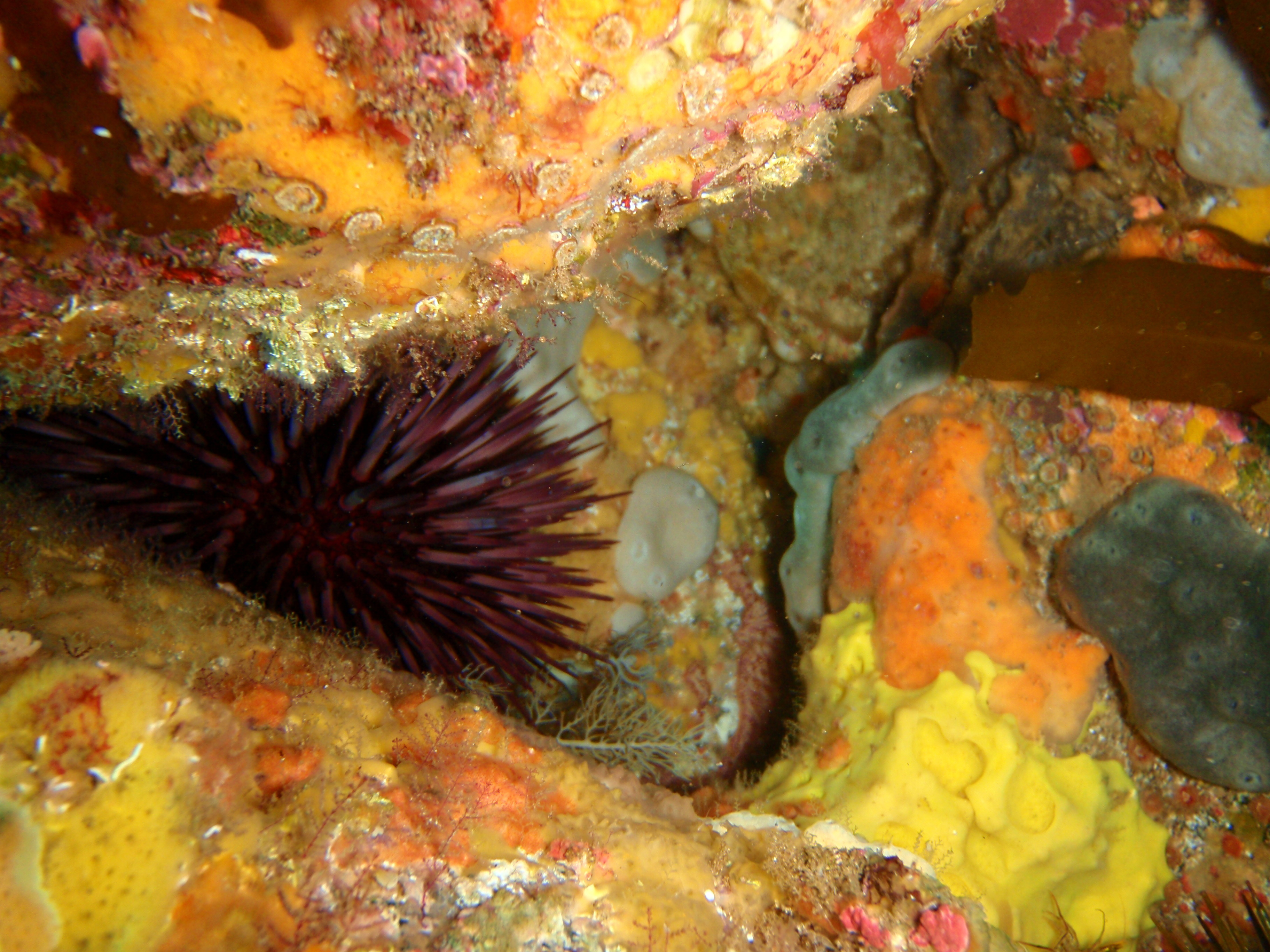
Spécimen violet sombre.
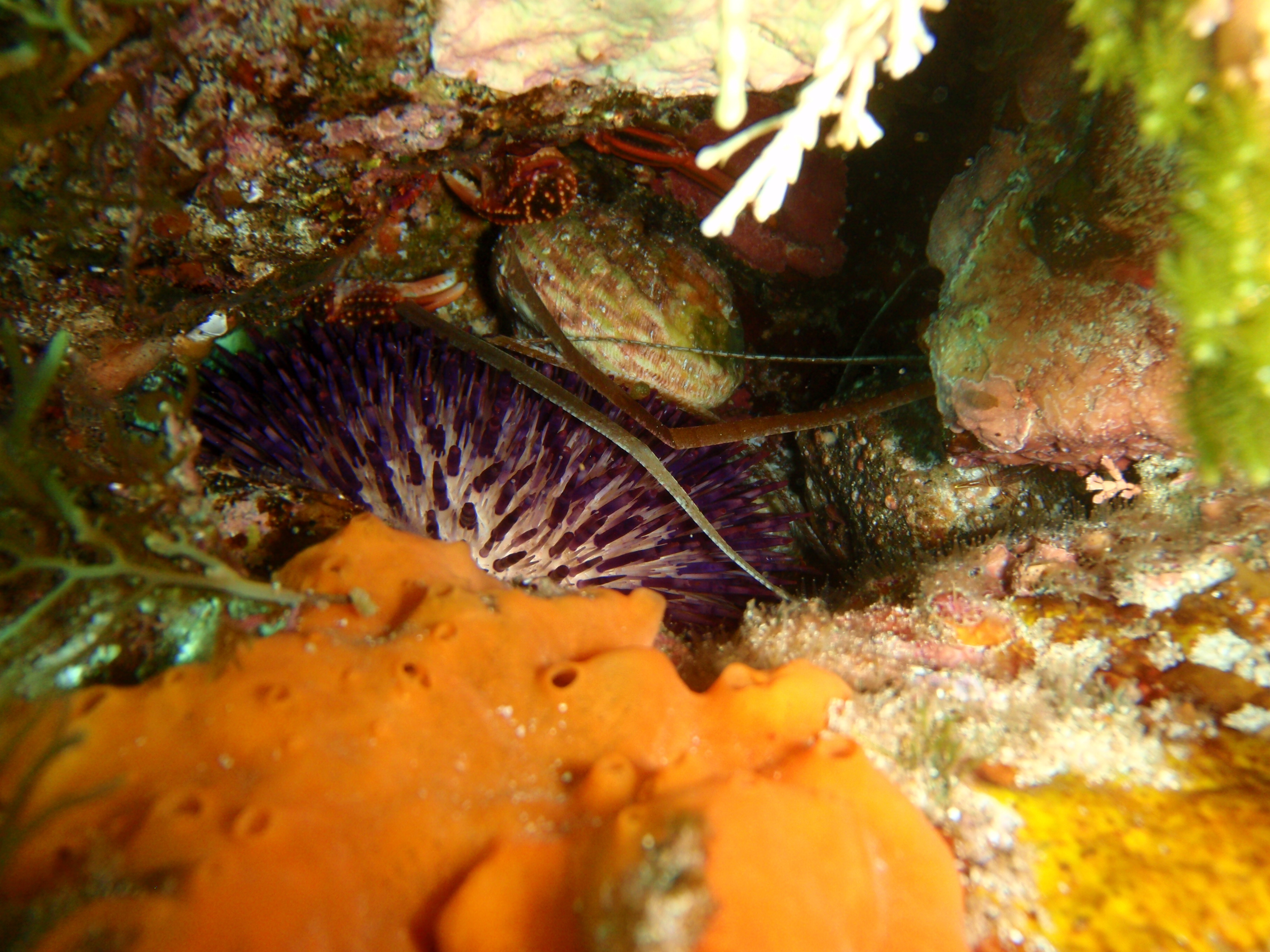
Spécimen blanc et violet.
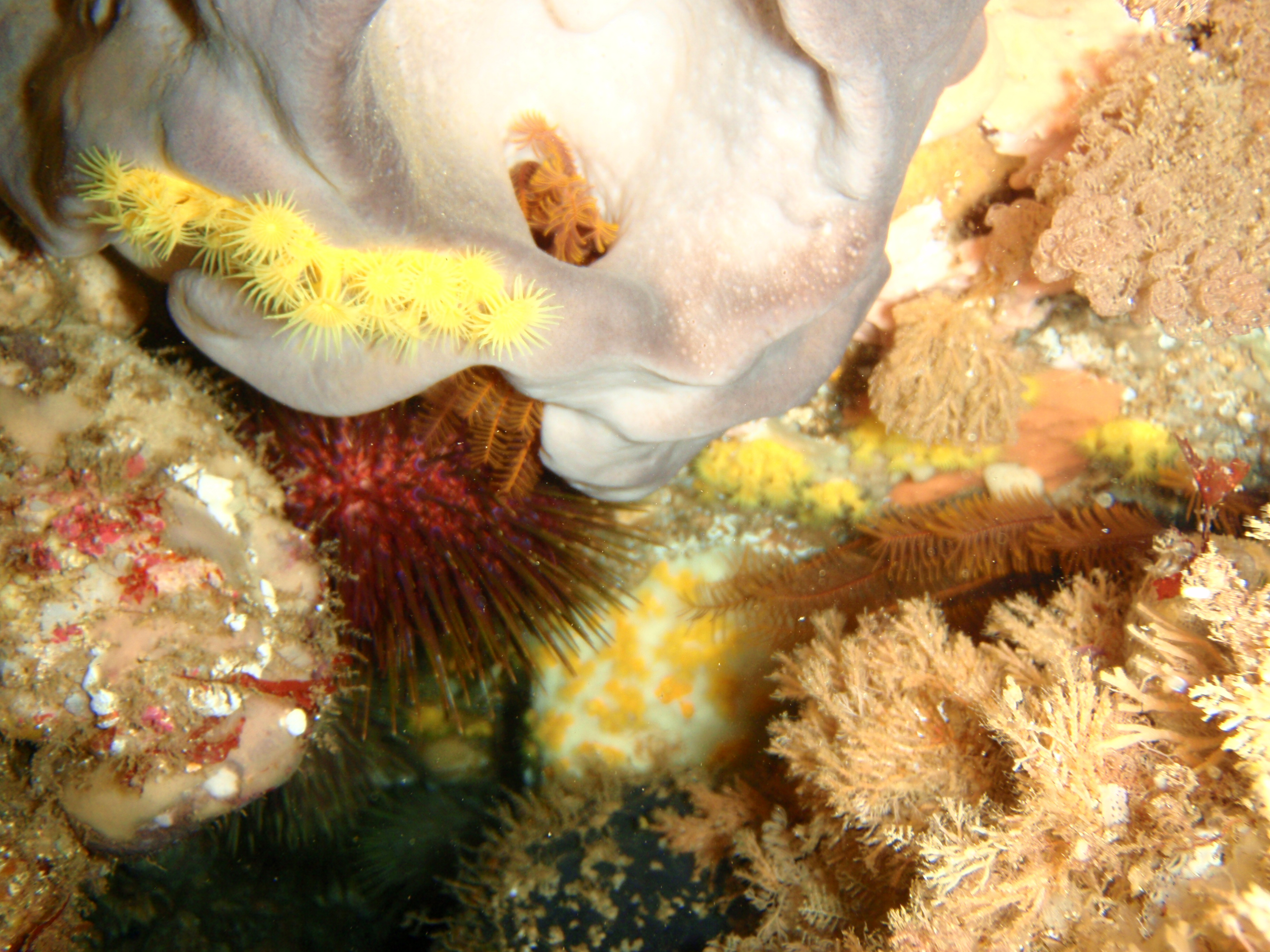
Spécimen rose et vert.

## Habitat et répartition
Ces oursins se trouvent sur les côtes rocheuses de l'Australie du Sud (de Shark Bay à Port Stephens) et de la Tasmanie. On les trouve sur les littoraux, de la surface à 35 m de profondeur. C'est l'oursin le plus commun de la côte Sud de l'Australie.

## Écologie et comportement
La reproduction est gonochorique, et mâles et femelles relâchent leurs gamètes en même temps en pleine eau, où œufs puis larves vont évoluer parmi le plancton pendant 4-5 jours avant de décanter sur le substrat. Ces oursins ont un développement larvaire très original par rapport aux autres espèces : la larve (« pluteus ») n'a pas de bras, et son stade planctonique est très court. Les attributs des individus matures (podia, radioles...) commencent à se former dès l'embryon, qui commence sa vie d'adulte à seulement 23 jours, ce qui est un record chez les oursins.

## Liste des sous-espèces
Selon World Register of Marine Species (6 mai 2014) :
- sous-espèce Heliocidaris erythrogramma armigera (A. Agassiz, 1872)
- sous-espèce Heliocidaris erythrogramma erythrogramma (Valenciennes, 1846)
- sous-espèce Heliocidaris erythrogramma parvispina H. L. Clark, 1938

## Heliocidaris erythrogrammaet l'Homme
Cet oursin est comestible, et consommé en Australie.